# Підземна гідросфера
Підземна гідросфера — частина гідросфери, зазвичай невидима, що розташована нижче земної поверхні. 

## Загальна характеристика
Підземна гідросфера — це природні ємності з підземними водами, що мають свої закономірності розміщення, руху і формування, які є об'єктом вивчення гідрогеології (на відміну від гідрології та океанології, які вивчають гідросферу в звичайному її розумінні).
Серед основних понять підземної гідросфери — динаміка підземних вод, підземний стік, підземна денудація, живлення водоносного горизонту, водозабір.